# Потамиу
Потамиу (на гръцки: Ποταμιού, Потамю̀) е село в Кипър, окръг Лимасол. Според статистическата служба на Република Кипър през 2001 г. селото има 33 жители.
Намира се на 4 km южно от Омодос.